# Remixes (álbum de Luis Fonsi)
Remixes, fue lanzado en 2001, es un álbum de Luis Fonsi que contiene remixes de canciones de sus dos primeros álbumes, Comenzaré y Eterno.

## Lista de canciones
1. "Mi Sueño (Radio Edit)" – 3:36
2. "Mi Sueño (Club Mix)" – 9:20
3. "No Te Cambio Por Ninguna (Radio Edit)" – 3:25
4. "No Te Cambio Por Ninguna (Club Mix)" – 7:28
5. "No Te Cambio Por Ninguna (Dance Mix)" – 8:54
6. "Imaginame Sin Ti (Remix)" – 4:07
7. "Me Iré (Remix)" – 5:01
8. "Me Iré (Club Mix)" – 3:38
9. "No Te Cambio Por Ninguna (Radio Edit-Instrumental)" – 3:25
10. "Mi Sueño (Radio Edit-Instrumental)" - 3:36[1]